# Jim Logue
 (juin 2024).
Pour les articles homonymes, voir Logue.
James Brian Logue, dit Jim Logue, (né le 25 mars 1939 à Melrose (Massachusetts)) est un joueur et entraîneur américain de hockey sur glace.

## Carrière
James Logue est diplômé du Boston College en 1961 et fait partie des Eagles, le club de hockey de 1958 à 1961. Il remporte deux fois le tournoi Beanpot (tournoi de hockey entre quatre universités bostoniennes) en 1959 et 1961 ; il est élu meilleur joueur en 1961.
Il travaille comme vendeur d'assurances, mais joue quelques saisons dans des ligues mineures de hockey. De 1967 à 1969, il joue dans la ligue de hockey de la Nouvelle-Angleterre avec les Concord Eastern Olympics et les Framingham Pics.
Il intègre une première fois l'équipe américaine lors du championnat du monde 1962 où il joua contre la Grande-Bretagne.
Logue fait partie à nouveau de l'équipe nationale aux Jeux olympiques d'hiver de 1968 à Grenoble. Il apparaît notamment dans le match contre l'équipe soviétique qui sera médaillée d'or, concédant 10 buts sur 42 tirs en 40 minutes.
Logue met fin à sa carrière de joueur peu de temps après et commence sa carrière d'entraîneur en tant qu'assistant des Warriors de Merrimack. Logue travaille en intérim avec les Warriors pendant près de 20 ans, aidant l'équipe à remporter de nombreux championnats, y compris le tournoi inaugural de Division II en 1978,. Pendant cette période, Logue est entraîneur assistant de l'équipe nationale américaine notamment pour les Jeux Olympiques en 1972 et 1976 et entraîneur-chef de l'équipe de la North Andover High School de 1980 à 1986.
En 1988, Logue aide Merrimack à devenir le premier club non DI à faire une apparition dans le tournoi de Division I et à remporter son match du premier tour contre les Huskies de Northeastern. Logue démissionne après la saison, mais est de retour sur le banc de Vikings de Salem State trois ans plus tard.
En 1993, Logue a l'opportunité de retourner à Boston et devient l'assistant de Steve Cedorchuk. Alors que Cedorchuk est remplacé par Jerry York un an plus tard, Logue reste à son poste et contribue à reconstruire le club en une puissance nationale. Après avoir été nommé entraîneur-chef associé, Logue travaille avec plusieurs jeunes gardiens de but, notamment Scott Clemmensen, Cory Schneider et John Muse. En 2001, Logue aide les Eagles à remporter un championnat national, mettant ainsi fin à une disette de 52 ans. Logue est également derrière le banc lors des championnats remportés en 2008, 2010 et 2012. Après 20 ans avec les Eagles, Logue annonce sa retraite à l'été 2013.